# Quincy Adams Sawyer
Quincy Adams Sawyer és una pel·lícula muda dirigida per Clarence G. Badger i protagonitzada per John Bowers, Lon Chaney, i Blanche Sweet, que tornava al cinema després de dos anys retirada. Va ser la primera producció de la Sawyer-Lubin Productions. La pel·lícula, basada en la novel·la homònima de Charles Felton Pidgin (1900) es va estrenar el 27 de novembre de 1922. Es considera una pel·lícula perduda. Es tracta d'un remake d'una pel·lícula independent amb el mateix nom rodada el 1912.

## Repartiment
- John Bowers (Quincy Adams Sawyer)
- Blanche Sweet (Alice Pettengill)
- Lon Chaney (Obadiah Strout)
- Barbara La Marr (Lindy Putnam)
- Elmo Lincoln (Abner Stiles)
- Louise Fazenda (Mandy Skinner)
- Joseph J. Dowling (Nathaniel Sawyer)
- Claire McDowell (Mrs. Putnam)
- Edward Connelly (Deacon Pettengill)
- Victor Potel (Hiram Maxwell)
- June Elvidge (Betsy Ann Ross)
- Gale Henry (Samanthey)
- Hank Mann (Ben Bates)
- Kate Lester (Mrs. Sawyer)
- Billy Franey (Bob Wood)
- Taylor Graves i Harry Depp (els bessons Cobby)[4]
- Andrew Arbuckle
- Millie Davenport[1]

## Argument
Quincy Adams Sawyer és un jove advocat d'una família important de Boston que un dia coneix una noia en el parc. Se sent atret immediatament per ella però no es pot aturar a seguir-la ja que un amic del seu pare, Deacon Pettengill, l'ha convocat al poblet de Mason's Corner. Li ha demanat que l'ajudi amb la senyora Putnam a clarificar el patrimoni del seu difunt marit i per a que investigui si l'advocat d'aquesta, Obadiah Strout, pretén estafar-la. La filla de la senyora Putnam, Lindy, una femme fatale, intenta seduir Sawyer. Strout també intenta aconseguir els favors de la noia però a la vegada s'ha quedat amb una part del que li corresponia. Al principi Quincy s'hi mostra interessat fins que més tard descobreix que la noia del parc és la neta de Pettengill i que després de la seva trobada s'ha quedat cega.
Malgrat la ceguesa, Sawyer s'enamora d'Alice. Mentrestant, Strout, per tal de treure del mig a Sawyer convenç Abner Stiles, el ferrer del poble que anteriorment havia mort una persona, que Sawyer és a la ciutat per investigar-lo. El ferrer el va a trobar i es produeix una baralla en la que aquest surt malparat. Per altra banda també fa veure a Lindy que no aconseguirà Quincy i la indueix a desfer-se d'Alice. Per això, aquesta fa que Alice pugi a un bot i el deslliga per lo que aquest es dirigeix a la deriva cap a un salt d'aigua.
Lindy aviat es penedeix del que ha fet i corre a avisar Quincy del que ha fet. Ell corre cap al salt d'aigua i aconsegueix rescatar-la abans que caigui. Degut a la sobre-excitació ella recupera la visió. Mentrestant, el pare d'Alice no sap que Quincy ha salvat la seva filla i està convençut que Strout l'ha assassinada. En revenja intenta matar-lo amb un revòlver però arriba tard: Stiles que s'ha adonat que l'altre l'enganyava l'ha matat primer.